# Нобелова награда
Нòбеловата награда (на шведски: Nobelpriset, на английски: Nobel Prize) се присъжда всяка година на хора, които са провели забележителна научноизследователска работа, разработили са впечатляващи методи или умения или са направили изключителен принос за развитието на обществото в областите физика, химия, литература, мир и медицина или физиология. Днес мнозина смятат, че това е най-голямото световно признание. Наградените с наградата се наричат Нобелови лауреати.
Наградите започват да се раздават съгласно завещанието на Алфред Нобел, шведски индустриалец и изобретател на динамита. Той подписва завещанието си в Шведско-норвежкия клуб в Париж на 27 ноември 1895 г. Подбудите му са свързани с шока от пораженията, до които е довело неговото изобретение, и желанието да бъдат възнаградени хората, които служат на човечеството. Първата Нобелова награда е връчена на 10 декември 1901 г., пет години след смъртта на Нобел.
Церемонията по връчването на Нобеловите награди по традиция се насрочва на 10 декември, годишнината от смъртта на Нобел, в Стокхолм и в Осло. От 1902 г. насам всички награди, с изключение на наградата за мир, се връчват в Стокхолм, в Концертната зала, от краля на Швеция. Нобеловата награда за мир се връчва в Осло.
Всяка награда може да бъде връчвана най-много на трима номинирани. Наградите се състоят от златен медал, диплом, удължаване на шведското гражданство и парична сума. Към 2021 г. паричната сума е на стойност 10 милиона шведски крони (1,9 милиона лева). В началото е замислено тези пари да спонсорират бъдещата работа на наградените, но в днешни дни повечето учени вече са преустановили дейността си при тяхното награждаване.
Ако има двама победители в една категория, наградата се разделя поравно между тях. Ако победителите са трима, награждаващият комитет има правото да раздели поравно наградата между тримата или да даде половината на единия, а по една четвърт на другите двама. Честа практика е лауреатите да даряват парите в полза на научни, културни или хуманитарни дейности.
До октомври 2006 г. са връчени общо 781 Нобелови награди (763 на частни лица и 18 на организации). Няколко лауреати са отказали наградата. Може да има години, в които някои от наградите да не се връчат, но наградите трябва да се дават поне веднъж на пет години.
Наградата не може да бъде отнета. От 1974 г. наградата не може да се връчва посмъртно, т.е. номинираните трябва да са живи по време на номинацията.

## История
Алфред Нобел е роден на 21 октомври 1833 г. в Стокхолм, Швеция, в семейството на инженери. Нобел е химик, инженер и изобретател. През 1894 г. придобива металургичния концерн Bofors и го прави най-големия производител на въоръжение. По време на своя живот Нобел натрупва внушително състояние. По-голямата част от дохода си получава от 355-те си изобретения, сред които най-известното е динамитът.
През 1888 г. Алфред Нобел вижда във френски вестник собствения си некролог под името „Търговецът на смърт е мъртъв“, публикуван по репортерска грешка. Статията заставя Нобел да се замисли над това, как ще го запомни човечеството.

### Първо завещание
Сред архивите на Алфред Нобел са запазени две негови завещания, които показват как се е развивала идеята му да учреди фонд за присъждането на награди за различни постижения. Първото е съставено през 1893 г. В него той оставя 20 % от състоянието си за приятели и роднини, 17 % заделя за Стокхолмския университет, Австрийското дружество на приятелите на мира и Каролинския медико-хирургически институт, на който се поставя задачата да присъжда награди за успехи в медицината и физиологията. Останалите 63 % са предназначени за Кралската академия на науките в Стокхолм, за да дава награди за постижения в широкото поле на знанието и прогреса, включително и в изкуствата.

### Второ и трето завещание
Алфред Нобел е преценява, че в този вид завещанието му не е достатъчно ясно и точно, за да послужи като наставление за конкретна дейност, и решава да го измени, като написва второ завещание. На 27 ноември 1895 г., когато е вече сериозно болен, в Шведско-Норвежкия клуб в Париж той написва собственоръчно третия и окончателен вариант на своето завещание. Този последен документ обхваща четири страници и отменя всички негови предходни решения за разпореждане с неговото имуществото след смъртта му. След неговия подпис следват подписите на четирима свидетели. Нотариална заверка не е правена. Преди частта, свързана със създаването на фондация за награди, Нобел оставя твърди суми и ренти на 23 поименно описани лица. Определя цялото му състояние да бъде превърнато в пари, които да се вложат в сигурни акции и други ценни книжа и от тях да се образува фонд. Ежегодните приходи от този фонд да се разделят на пет части и да се разпределят както следва: една част да се дава за най-голямото откритие в областта на физиката, друга – за най-голямото откритие или изобретение в химията и трета – за открития в областта на физиологията или медицината. Останалите две части се определят за награждаване на хора, постигнали успехи в литературата или в движението за мир.
На 10 декември 1896 г. Алфред Нобел умира във вилата си в Сан Ремо, Италия, от кръвоизлив в мозъка. Към този момент той е притежател на 355 патента и над 90 фабрики в 20 страни по света.
Завещанието на Алфред Нобел, съставено от него на 27 ноември 1895 г., е намерено в архивите му от неговите най-близки сътрудници и огласено през януари 1897 г.:
| „ | Цялото мое движимо и недвижимо имущество трябва да се обърне от изпълнителите в ликвидни ценности, и събраните по този начин средства да бъдат съхранявани в надеждна банка. Приходите от инвестициите трябва да принадлежат на фонд, който ежегодно ще ги разпределя под формата на награди на тези, които в течение на предходната година са имали най-голям принос към човечеството... Посочените проценти трябва да бъдат разделени на пет равни части, които се предназначават така: една част – на този, който направи най-важното откритие или изобретение в областта на физиката, друга – на този, който направи най-важното откритие или подобрение в областта на химията, трета – на този, който направи най-важното откритие в областта на физиологията или медицината, четвърта – на този, който създаде най-забележителното литературно произведение с идеалистична насоченост, пета – на този, който допринесе най-много за единството на народите, за премахване на робството или за намаляването на числеността на съществуващите армии и съдейства за провеждането на мирни конгреси... Моето специално желание се заключава в това, при присъждането на наградите да не се взема под внимание националността на кандидатите. | “ |

В завещанието пише, че изпълнители на последната воля на Алфред Нобел трябва да бъдат неговият секретар Рагнар Сулман и адвокатът от Стокхолм Рудолф Лилеквист. Отначало то е възприето скептично и предизвиква най-противоречиви коментари. Кралят на Швеция го нарича „национален предател“. В шведската преса се изказват мнения, че присъждането на тези награди може да доведе до корупция. Шведските националисти обвиняват космополитния Алфред Нобел за това, че наградата трябва да се присъжда без оглед на националност, вероизповедание и т. н. Правят се опити за унищожение на завещанието от страна на най-близките хора на Нобел – неговите племенници, синовете на братята му. Изобретателят никога не е имал семейство и неговите наследници са неприятно изненадани и силно засегнати от решението на техния богат чичо как да се разпореди със състоянието си. Двамата изпълнители на завещанието се принуждават да водят съдебните дела с наследниците, които продължават дълго време. Съдиите в шведския град Карлскуга се оказват по-благосклонно настроени към признаването на завещанието. Рагнар Сулман води разговори поотделно с наследниците и накрая успява да склони Емануел Нобел, сина на Лудвиг, който единствен е останал в Русия, за да управлява предприятието в Баку, да се откаже от своя дял. Емануел убеждава братовчедите си и най-накрая всички се съгласяват да се откажат от претенциите върху наследството на чичо си срещу минимална компенсация (около 6 % от всички активи), съставяща 2 милиона шведски крони със съвременна покупателна стойност около 6 милиона щатски долара.
Едва на 26 април 1897 г. завещанието е утвърдено от норвежкия Стортинг (Голямо събрание).

### Нобелова фондация
Изпълнителите на волята на Нобел, Сулман и Лилеквист, организират Нобелов фонд, който да се грижи за изпълнението на волята му и организира наградите. Те се заемат със създаването на устав на бъдещата Нобелова фондация. Още след смъртта на Алфред Нобел те са ликвидирали неговите предприятия, влагайки получените средства в ценни книжа и акции. Проектът за устав на фондацията след изготвянето му се дава за разглеждане на шведския риксдаг. Гласуването в парламента минава успешно, уставът се приема и след това се дава на краля за окончателно утвърждаване. На 29 юни 1900 г. идеята на Алфред Нобел най-после става реалност.
Съгласно инструкциите на Нобел, отговорен за присъждането на наградата за мир става Норвежкият Нобелов комитет, чиито членове са назначени през април 1897 г., скоро след влизането в сила на завещанието. След известно време са определени организациите, връчващи останалите премии. На 7 юни Каролинският институт става отговорен за връчването на наградата в областта на физиологията и медицината; на 9 юни Шведската академия получава правото да връчва наградата за литература; на 11 юни Кралската шведска академия на науките е призната за отговорна за връчването на наградите за физика и химия. Тези четири институции избират 15 попечители (по трима за всяка секция), които от своя страна избират членовете на дирекционния съвет на Нобеловата фондация, с изключение на председателя и заместника, посочвани от краля. Опекуните проверяват ежегодните отчети на съвета и решават дали той да бъде разпуснат. Съветът на фондацията има пет членове с трима заместници. Един от тях се избира за изпълнителен директор, който е всъщност административният ръководител на фондацията и се занимава с нейната ежедневна дейност. До 1948 г. този пост се заема без прекъсване от Рагнар Сулман, младият сътрудник на Алфред Нобел, който отделя повече от половин век от живота си за практическата реализация на завещанието.
На 29 юни 1900 г. е основан Нобеловият фонд с цел управление на финансите и организация на Нобеловите награди. В него са постигнати договорености за основните принципи при връчването на наградите, и през 1900 г. току-що създаденият устав на фонда е приет от крал Оскар II. През 1905 г. шведско-норвежката уния е отменена. От този момент Норвежкият Нобелов комитет отговаря за присъждането на наградата за мир, а шведските организации – за всички останали награди.

## Категории

### Нобелова награда за физика
Нобеловата награда за физика се присъжда ежегодно от Кралската шведска академия на науките. Тя е една от петте Нобелови награди, учредени през 1895 г. съгласно завещанието на Алфред Нобел и връчвана от 1901 г. насам. Първият лауреат на тази награда е Вилхелм Рьонтген, германски учен, за откритието на рентгеновите лъчи. Наградата е най-престижното отличие, което един учен по физика може да получи. Церемонията по нейното връчване е всяка година в Стокхолм на 10 декември – годишнината от смъртта на Алфред Нобел.

### Нобелова награда за химия
Нобеловата награда за химия се присъжда ежегодно от Кралската шведска академия на науките на учени в различни области на химията. Тя е една от петте Нобелови награди, учредени през 1895 г. съгласно завещанието на шведския индустриалец и изобретател Алфред Нобел. Първият лауреат през 1901 година е нидерландецът Якоб Вант Хоф.

### Нобелова награда за физиология или медицина
Нобеловата награда за физиология или медицина се връчва всяка година на учени, допринесли в името на човечеството, със забележителни постижения в различни биологични науки. Най-напред наградата е давана за открития в областта на медицината и човешката физиология, но развитието на биологията и сродните ѝ дисциплини води до разширяване на обзора от възможни постижения.
Съгласно завещанието на Алфред Нобел, наградата се връчва от Нобеловата асамблея при Каролинския институт. През 1901 г. е награден първият лауреат – германецът Емил фон Беринг.

### Нобелова награда за литература
Нобеловата награда за литература е една от петте Нобелови награди, учредени през 1895 г. съгласно завещанието на Алфред Нобел. Тя се връчва ежегодно на писател от която и да е страна, създал „в областта на литература най-забележителния труд с висши идеали“. Наградата се присъжда с решението на Шведската академия, която обявява името на избрания лауреат в началото на октомври. Французинът Рене Сюли Прюдом е първият получател на наградата.

### Нобелова награда за мир
Нобеловата награда за мир (по решение на комитет, назначен от норвежкия Стортинг) е една от петте Нобелови награди, учредени през 1895 г. съгласно завещанието на шведския индустриалец и изобретател Алфред Нобел. От 1901 г. наградата се връчва ежегодно в деня на смъртта на Нобел – 10 декември. За разлика от Нобеловите награди за физика, химия, медицина и литература, които се дават всяка година в Стокхолм, наградата за мир се връчва в Осло. След смъртта на Нобел се оказва, че той не е искал съгласието на съответните организации. Те решават да поемат тази отговорност след много колебания.

### Награда за икономически науки
Паметна Нобелова награда за икономически науки (по решение на Кралската шведска академия на науките)
Нарича се Награда за икономически науки на Шведската банка в памет на Алфред Нобел или Нобелова награда за икономически науки. Учредена е през 1969 от Шведската банка. Нобеловият комитет решава да не създава повече награди „в памет на Алфред Нобел“. Тъй като тази награда не е посочена в завещанието на Нобел и не се плаща с неговите пари, формално тя не е Нобелова награда. Въпреки това, тя се връчва заедно с другите Нобелови награди.
Математиката не е включена в завещанието на Алфред Нобел и Нобелова награда за математика не съществува. За това има най-разнообразни хипотези. Една от тях е, че Нобел е мразел математиката. Някои учени смятат дори, че изобщо не му се е отдавала. Според друга теория, Нобел е смятал, че в тази наука вече всичко е открито и едва ли има какво ново да се създаде. Трето предположение е, че Нобелова награда за математика няма по елементарна причина: математиката не е наука в смисъла, който се влага в тази дума, а помощен метод за обясняване на научни истини. Според други хора, създателят на научното списание „Acta Mathematica“ Гьоста Миттаг-Лефлер е успял да вземе солидни средства от крал Оскар II за ежегодна математическа награда. Поради тази причина не било особено удачно Нобел също да създава подобно възнаграждение.
Според друга хипотеза, приятелката (годеницата) на Нобел е имала любовна афера с изявен математик. Още като юноша, в Петербург Алфред Нобел се влюбва в Ана Дезри – дъщеря на датски предприемач. Тя обаче се омъжва за бъдещия математик Франц Лемарж, който публично осмива Алфред със задача по математика. Някои дори смятат, че съперник му е бил Гьоста Миттаг-Лефлер. Нобел категорично отказвал да създава награда по математика, опасявайки се, че съперникът му ще я спечели.
Абеловата награда, създадена през 2002 и връчвана от 2003 година, е най-близо до Нобелова награда по всички показатели и бързо спечелва репутацията на „Нобелова награда по математика“, като една от най-престижните награди в областта на математиката. Преди създаването ѝ тази роля е изпълнявала
Филдсовата награда, която обаче се присъжда веднъж на 4 години само на математици под 40-годишна възраст и има много по-малка парична стойност, разделена на двама до четирима млади учени „да служи като насърчение за по-нататъшни постижения“, според завещанието на създателя на наградата, канадският математик Джон Чарлз Филдс.

## Паричен размер на наградата
Нобеловата фондация е създадена през 1900 г. като частна неправителствена и независима организация с начален капитал от 31,6 милиона шведски крони. От този основен фонд са отделени 28 милиона крони, като от лихвите на тази сума се дават наградите. От приходите за всяка година се заделя 1/10, за да се добави към основния фонд. Остатъкът се разделя на 5 части и се предоставя на институциите, определящи наградите. Една четвърт от всеки дял се задържа, за да се посрещнат разходите във връзка със самата дейност на фондацията и Нобеловите комитети по даването на наградата, както и за да се финансират Нобеловите институти. Първите награди са по 150 000 крони, което се равнява на около 14 000 евро. Това е 70 пъти повече от паричната награда на Румфордовия медал на Лондонското кралско дружество – едно от най-големите научни отличия за времето си. Нобеловата награда в началото на XX век е била 5 пъти по-голяма от бюджета на такава известна лаборатория като Кавендишката в Кембридж. През декември 2009 г. капиталът на фонда е равен на 3 милиарда и 112 милиона шведски крони (около 305 милиона евро), а размерът на една премия е 10 милиона шведски крони (980 000 евро). Всеки награден получава тази парична сума (ако е единствен в категорията си, иначе е поделена), диплома и медал. Медалът е запазена марка на фондацията. Той е направен от злато, тежи около 175 g и на него е изобразен ликът на Алфред Нобел в профил.
Размер на паричната награда:
- 1980 – 1990 г. – 350 000 щатски долара
- 1992 година – 1 040 000 щатски долара
- 2000 година – 900 000 щатски долара
- 2003 година – 1 340 000 щатски долара
- 2004 година – 1 460 000 щатски долара
- 2005 година – 1 250 000 щатски долара
- 2006 година – 1 450 000 щатски долара
- 2007 година – 1 560 000 щатски долара
- 2008 година – 1 250 000 щатски долара
- 2009 година – 1 450 000 щатски долара
- 2010 година – 1 500 000 щатски долара[23]
- 2011 година – 1 400 000 щатски долара
- 2012 година – 1 100 000 щатски долара
- 2021 година – 952 053 щатски долара.

През 2012 г. размерът на Нобеловата премия е намален с 20 % – до 1,1 млн. щ.д. Съгласно мнението на ръководството на фонда, тази мярка ще помогне да се избегне намаляването на капитала на организацията в дългосрочен план. В заявлението на фонда се казва, че управлението на капитала „трябва да се осъществява по такъв начин, че премията да може да се връчва неограничено дълго време“. През последните години доходите, получавани от използването на капитала, не достигат даже за изплащане на паричната част от премията, покриване на разходите за церемонията по връчването, а също за издръжката на административния апарат. За оптимизация на разходите във фонда, освен орязването на размера на премията, са предвидени и други мерки за икономии.

## Нобелови лауреати с повече от една премия
Четирима души получават по две Нобелови награди. Първата е Мария Кюри, която получава Нобеловата награда за физика през 1903 г. за откритието на радиоактивността и през 1911 г. Нобеловата награда за химия за откритието на радия.
Лайнъс Полинг печели наградата по химия през 1954 г. и наградата за мир през 1962 г. за своята противоядрена дейност.
Джон Бардийн е северноамерикански физик, единственият с две Нобелови награди за физика – през 1956 г. за създаването (изобретяването) на транзистора през 1947 г. в лабораториите Бел и през 1972 г. за поставяне основите на теорията за свръхпроводниците.
Фредерик Сангър получава Нобеловата награда по химия два пъти – през 1958 и 1980 г. Първата получава „за определянето структурата на белтъците и особено на инсулина“, а втората е разделена между Сангър и Уолтър Гилберт от една страна (за приноса им в определянето последователността на базите в нуклеиновите киселини) и Пол Бърг от друга (за фундаментални изследвания на биохимичните свойства на нуклеиновите киселини, в частност рекомбинантните ДНК).

## Критики
Съгласно завещанието на Нобел, наградата трябва да се присъжда за открития, изобретения и достижения, направени в годината на присъждане. Това де факто не се съблюдава.
Редица учени умират по-рано от необходимата за присъждането на наградата „проверка във времето“ за откритията или изобретенията им. Така също е забелязана тенденция за присъждане на наградите на представители на едни и същи научни школи.
При хуманитарните награди, съответствието на лауреатите на наградата с официалните критерии предизвиква въпроси още в началото на 20 век.

### Спорни получатели на наградите
Сред другите критики, Нобеловите комитети са обвинявани в съобразяване с политическия дневен ред и пропускането на по-заслужили кандидати. Те също са обвинявани в евроцентризъм, особено за наградите за литература.
Награда за мир
Сред най-критикуваните Нобелови награди за мир са присъдените на Хенри Кисинджър и Ле Дък Тхо. Ле Дък Тхо по-късно отказва наградата. Това води до оставките на двама от норвежките членове на Нобеловия комитет. Кисинджър и Тхо са удостоени с наградата заради преговорите за прекратяване на огъня между Северен Виетнам и САЩ през януари 1973 г. Въпреки това, когато наградата е обявена, двете страни все още водят военни действия. Много критици са на мнение, че Кисинджър не е миротворец, а напротив, той е отговорен за задълбочаването на войната.
Ясер Арафат, Шимон Перес и Ицхак Рабин получават награда за мир през 1994 г., за усилията си за мир между Израел и Палестина. Много въпроси обаче, като например тежкото положение на палестинските бежанци, не са били разгледани при преговорите, и също така на тях не е постигнато окончателно споразумение. Веднага след като наградата е обявена, един от петте норвежки членове на Нобеловия комитет осъжда Арафат като терорист и подава оставка. Допълнителни опасения относно Арафат са широко изразени в различни вестници.
Друга спорна награда за мир е присъдената на Барак Обама през 2009 г. Номинациите са затворени само единадесет дни след като Обама встъпва в длъжност като президент, но реалната оценка тече през следващите осем месеца. Самият Обама заявява, че не се чувства заслужил наградата, или достоен за компанията, в която е поставен. Предните лауреати на наградата за мир са разделени – някои от тях смятат, че Обама заслужава наградата, а други заявяват, че все още не я е заслужил. Наградата на Обама, заедно с предишните награди за мир на Джими Картър и Ал Гор, води до обвинения в леви пристрастия.
Награда за литература
Наградата за литература през 2004 г. на Елфриде Йелинек довежда до протест от члена на Шведската академия Нут Ахнлюд. Ахнлюд подава оставка, като твърди, че изборът на Йелинек е причинил „непоправими щети на всички прогресивни сили, и също така обърква общото мнение за литературата като изкуство.“ Той твърди, че работите на Йелинек са „купчини текст, натрупан заедно, без художествена структура“. Наградата за литература за 2009 г. на Херта Мюлер също поражда критика. Според „Вашингтон Поуст“, много щатски литературни критици и професори преди това никога не са чували за нея. Това кара мнозина да смятат, че наградите са твърде евроцентрични.
Награди за наука
През 1949 г., португалският невролог Антониу Егаш Мониш получава награда за физиология или медицина за неговото развитие на префронталната лоботомия. Предходната година д-р Уолтър Фрийман е разработил вариант на процедурата, който се извършва по-бързо и по-лесно. Благодарение отчасти на публичността около първоначалната процедура, вариантът на Фрийман е оставен без нужното внимание или отношение от съвременната медицинска етика. Подкрепена от такива влиятелни издания като The New England Journal of Medicine, „левкотомията“ или „лоботомията“ става толкова популярна, че около 5000 лоботомии са извършени в Съединените щати през трите години непосредствено след получаването на наградата от Мониш.

### Пренебрегнати постижения
Норвежкият Нобелов комитет потвърждава, че Махатма Ганди е номиниран за Нобелова награда за мир през 1937 – 39, 1947 г. и няколко дни преди да бъде убит през януари 1948 г. По-късно, членове на комитета изразяват съжаление, че не му е присъдена награда. Гейр Лундестад, секретар на норвежкия Нобелов комитет през 2006 г., казва: „Най-големият пропуск в нашата 106-годишна история несъмнено е, че Махатма Ганди никога не получи Нобелова награда за мир. Ганди може без Нобелова награда за мир. Въпросът е дали Нобеловият комитет може без Ганди.“ През 1948 г., годината на смъртта на Ганди, Нобеловия комитет отказва да присъди наградата въз основа на това, че „няма подходящ жив кандидат“ тази година. По-късно, когато Далай Лама е удостоен с награда за мир през 1989 г., председателят на комитета казва, че това е „отчасти в знак на почит към паметта на Махатма Ганди“. Други интелектуалци с широко признати мирни приноси също са пропуснати. Списанието Foreign Policy посочва Елинор Рузвелт, Вацлав Хавел, Кен Саро-Вива, Сари Нусайбех и Корасон Акино като хора, които „никога не са печелили наградата, а би трябвало.“.